# Lily McMenamy
Lily Camille McMenamy (Pennsylvania, 3 aprile 1994) è una modella britannica con cittadinanza statunitense.

## Biografia
Lily McMenamy è nata nello stato della Pennsylvania. Sua madre, Kristen McMenamy, è stata una delle più iconiche top model degli anni Novanta. Il padre, Hubert Boukobza, era il proprietario del nightclub Les Bains Douches a Parigi.
Fin da bambina, McMenamy viene fotografata assieme alla madre e, tra le sue prime apparizioni, posa per uno scatto pubblicitario apparso nella versione francese di Glamour. Fa la sua comparsa anche tra le braccia della madre durante una sfilata di Chanel.
McMenamy è cresciuta a Londra, con la madre e il patrigno, il fotografo di moda inglese Miles Aldridge. Ha frequentato la Parliament Hill School e successivamente la Camden School for Girls.
A 18 anni, McMenamy si trasferisce a Parigi per lavorare come cameriera. Una volta lì, sotto suggerimento di un amico, McMenamy decide di iniziare la carriera da modella e firma con la NEXT Model Management.
Nell’ottobre 2012, ottiene il primo ingaggio importante e viene scelta per la sfilata primavera/estate 2013 di Yves Saint Laurent. Il giorno dopo, calca la passerella di Chanel.
Sei mesi dopo, crea scalpore durante la presentazione della collezione autunno/inverno 2013 di Marc Jacobs, sfilando in topless, col solo braccio destro a coprirle il seno, hot pants e guanti neri lunghi.
McMenamy è stata modella per altri marchi, quali Louis Vuitton, Fendi, Moschino, A.P.C., Balmain, Emilio Pucci, Vionnet, Jean Paul Gaultier, Kenzo, Giles Deacon e Pollini. È apparsa sulle copertine di numerose riviste come i-D, Purple, LOVE, Russh, e Zoo Magazine. Figura tra le pagine di British Vogue, Vogue Italia, Interview, L'Officiel, Teen Vogue, Numéro, V, Dazed, Tatler, e T: The New York Times Style Magazine.
Inoltre, ha lavorato con alcuni dei più famosi fotografi dell’industria della moda tra cui Juergen Teller, Peter Lindbergh, Jean-Baptiste Mondino, Ellen von Unwerth, e Terry Richardson.
Nel 2015 McMenamy è apparsa nel film A Bigger Splash del regista italiano Luca Guadagnino.